# Prunus maritima
Prunus maritima — вид квіткових рослин із підродини мигдалевих (Amygdaloideae).

## Біоморфологічна характеристика

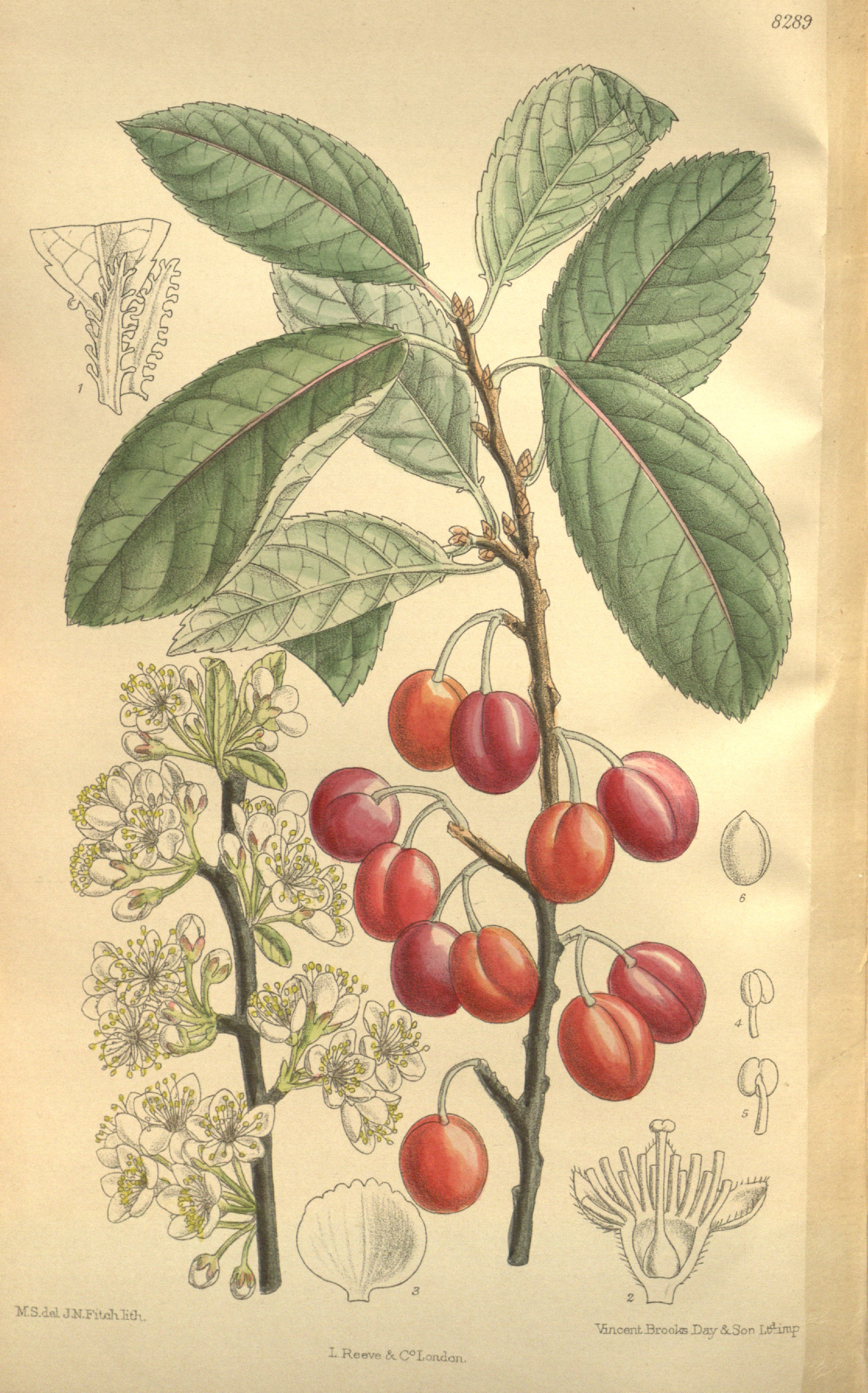
ілюстрація

Це кущ, 10–25 дм, без шипів. Гілочки від густо запушених до майже голих. Листки опадні; ніжка 3–11 мм, зазвичай густоволосиста, рідше волосиста лише на адаксіальній (верх) поверхні; пластина еліптична, широкоеліптична чи оберненояйцеподібна, 3.5–7 × 2–4 см, абаксіальна поверхня зазвичай волосиста, іноді лише на жилках чи гола, адаксіальна — гола. Суцвіття — 2–4-квіткові, зонтикоподібні пучки. Квіти розпускаються до появи листя; гіпантій дзвоноподібний, 2.5–3.5 мм, зовні запушений; чашолистки від випростаних до розпростертих, яйцеподібні, 1.5–3.5 мм, краї цілі, іноді 2-роздільні на верхівках, поверхні волосисті; пелюстки білі, видовжено-оберненояйцеподібні, 3–8 мм. Кістянки червоні, жовті, темно-сині або пурпурно-чорні, кулясті, 11–18 мм, голі; мезокарпій м'ясистий; кісточки яйцеподібні, злегка приплюснуті. 2n = 16. Цвітіння: квітень–червень; плодоношення: серпень–жовтень.

## Поширення, екологія
Ареал: США ((Род-Айленд, Коннектикут, Делавер, Мен, Мериленд, Массачусетс, Мічиган, Нью-Гемпшир, Нью-Джерсі, Нью-Йорк, Пенсільванія, Вірджинія). Діапазон висот: 0–30 метрів. Prunus maritima зустрічається вздовж атлантичного узбережжя Сполучених Штатів Америки на піщаних дюнах і бар'єрних островах, пляжах, піщаних полях, узбіччях доріг і прибережних пустирях; часто зустрічається також у міждюнній чагарниковій зоні.

## Використання
Плоди споживаються сирими чи приготовленими; смак від слабко кислого до солодкого. Рослини мають розгалужену кореневу систему і можуть використовуватися для зв'язування піску вздовж узбережжя. З листя можна отримати зелений барвник. З плодів можна отримати барвник від темно-сірого до зеленого. Рослина використовується як підщепа для персика культурного (Prunus persica).

## Загрози й охорона
Прибережні курорти та відпочинок через туризм становлять особливу загрозу для Prunus maritima, він також піддається ризику витоптування. Цей вид присутній на охоронних територіях.